# Mesa del Parlament de les Illes Balears
La Mesa del Parlament de les Illes Balears representa de manera col·legiada a la cambra a més de gestionar i governar de manera correcta la institució. La conformen el president del Parlament, els dos vicepresidents i els dos secretaris. La Mesa s'elegeix entre els diputats electes a la sessió constitutiva del Parlament. També exerceix una important tasca de caràcter intern com programar els treballs, establir el calendari de plens, gestiona els documents adreçats a la cambra i elabora i controla el pressupost intern.

## Composició actual de la Mesa (Legislatura XI)
- President: Gabriel Antonio Le-Senne Presedo (VOX)
- Primer Vicepresident: Mauricio Rovira de Alós (PPIB)
- Segona Vicepresidenta: Mercedes Garrido Rodríguez (PSIB)
- Primera Secretaria: Misericòrdia Sugrañes Barenys (PPIB)
- Segona Secretaria: Pilar Costa Serra (PSIB)

## Legislatura X (2019 - 2023)
- President: Vicenç Thomàs Mulet (PSIB-PSOE)[1]
- Primera Vicepresidenta: Gloria Pilar Santiago Camacho (Podem)
- Segon Vicepresident: Juan Manuel Lafuente Mir (PPIB)
- Primera Secretaria: Joana Aina Campomar Orell (MÉS)
- Segon Secretari: Maxo Benalal Bendrihem (Ciutadans)

## Legislatura IX (2015 - 2019)
- President/a:
  - Maria Consuelo Huertas Calatayud (Podem)
  - Baltasar Picornell Lladó (Podem) (des de 14 de febrer de 2017)
- Primer Vicepresident: Vicenç Thomàs Mulet (PSIB-PSOE)
- Segon Vicepresident: Maria Salom Coll (PPIB)
- Primer Secretari: Joana Aina Campomar Orell (MÉS)
- Segon Secretari: Miquel Àngel Jerez Juan (PPIB)

## Legislatura VIII (2011 - 2015)
- President/a: 
  - Pere Rotger Llabrés (PPIB, 2011 - 2012)
  - Margalida Durán Cladera (PPIB, 2012 - 2015)
- Primer Vicepresident: Pere Palau Torres (PPIB)
- Segon Vicepresident: Antoni Diéguez Seguí (PSIB-PSOE)
- Primer Secretari: Eulàlia Llufriu Esteva (PPIB)
- Segon Secretari: Joana Barceló Martí (PSIB-PSOE)

## Legislatura VII (2007 - 2011)
- President/a: 
  - Maria Antònia Munar Riutort (UM, 2007 - 2010)
  - Aina Rado Ferrando (PSIB-PSOE, 2010 - 2011)
- Primer Vicepresident: 
  - Aina Rado Ferrando (PSIB-PSOE, 2007 - 2010)
  - Isabel Alemany Moyà (UM, 2010 - 2011)
- Segon Vicepresident: Pere Rotger Llabrés (PPIB)
- Primer Secretari: Eduard Riudavets Florit (PSM-EN)
- Segon Secretari: Pere Palau Torres (PPIB)

## Legislatura VI (2003 - 2007)
- President/a: Pere Rotger Llabrés (PPIB)
- Primer Vicepresident: Joan Marí Tur (PPIB)
- Segon Vicepresident: Valentí Valenciano López (PSIB-PSOE)
- Primer Secretari: Guillem Camps Coll (PPIB)
- Segon Secretari: Fèlix Fernández Terrés (PSIB-PSOE)

## Legislatura V (1999 - 2003)
- President/a: 
  - Antoni Diéguez Seguí (PSIB-PSOE, 1999)
  - Maximilià Morales Gómez (UM, 1999 - 2003)
- Primer Vicepresident: Félix Fernández Terrés (PSIB-PSOE)
- Segon Vicepresident: Francisca Bennàsar Tous (PPIB)
- Primer Secretari:
  - Eberhard Grosske Fiol (EUIB, 1999)
  - Joan Buades Beltran (Els Verds, 1999 - 2003)
- Segon Secretari: Pere Palau Torres (PPIB)

## Legislatura IV (1995 - 1999)
- President/a: 
  - Cristòfol Soler Cladera (PPIB, 1995)
  - Joan Huguet Rotger (PPIB, 1995 - 1999)
- Primer Vicepresident: Pere Palau Torres (PPIB)
- Segon Vicepresident: Andreu Crespí Plaza (PSIB-PSOE)
- Primer Secretari: María del Pilar Ferrer Bascuñana (PPIB)
- Segon Secretari: Joana Barceló Martí (PSIB-PSOE)

## Legislatura III (1991 - 1995)
- President/a: Cristòfol Soler Cladera (PPIB)
- Primer Vicepresident: 
  - Maria Luisa Cava de Llano i Carrió (PPIB, 1991 - 1993)
  - Pere Palau Torres (PPIB, 1993 - 1995)
- Segon Vicepresident: Joan Francesc Triay Llopis (PSIB-PSOE)
- Primer Secretari: Jesús Guillem Martínez de Dios (PPIB)
- Segon Secretari: Josep Moll Marquès (PSIB-PSOE)

## Legislatura II (1987 - 1991)
- President/a: Jeroni Albertí Picornell (UM)
- Primer Vicepresident: Maria Antònia Aleñar i Pujades (CDS)
- Segon Vicepresident: Josep Moll Marquès (PSOE)
- Primer Secretari: Gabriel Godino Busquets (AP)
- Segon Secretari: Sebastià Serra Busquets (PSM-EN)

## Legislatura I (1983 - 1987)
- President/a: Antoni Cirerol Thomàs (AP)
- Primer Vicepresident:
  - Pedro Pablo Marrero Henning (UM, 1983 - 1984)
  - Pere Gonçal Aguiló Fuster (UM, 1984 - 1987)
- Segon Vicepresident: Josep Moll Marquès (PSOE)
- Primer Secretari: Catalina Enseñat Enseñat (UL)
- Segon Secretari: Damià Pons Pons (PSM)